# Фундація імені Івана Багряного

Олександр Шугай (ліворуч)

Фундація імені Івана Багряного — неприбуткова добродійна корпорація української діаспори США, утворена з метою впровадження ідей Івана Павловича Багряного через публікацію і поширення його творів, видання книжок, близьких його ідеям. Представником Фундації імені Івана Багряного у Києві є Олександр Володимирович Шугай.

## Історія утворення
Фундацію імені Івана Багряного засновано у 1975 році у штаті Пенсільванія з ініціативи колишнього остарбайтера, патріота — українця, прихильника творчості Івана Багряного, Миколи Шаблія, члена Української революційно-демократичної партії, з метою вшанування пам'яті письменника. Його підтримали інші члени УРДП. У 1976 році Фундація отримала юридичний статус добродійної організації.

## Керівництво Фундації
Першим головою Фундації імені Івана Багряного стала Галина Воскобійник, дружина Олексія Воскобійника, українського мільйонера, яка очолювала Фундацію до 1982 року.
У 2003 році вона очолила Фундацію на рік, а з 2008 року вона знову на чолі Фундації ім. Івана Багряного. З часу здобуття Україною незалежності, пані Галина з чоловіком започаткувала програму обміну між Пенсильванським університетом і Національним аграрним університетом в Києві. Вони ж і підтримували фінансово українських студентів та викладачів. За свою активну діяльність Галина Воскобійник була нагороджена відзнаками Президентів України. За вклад у культурний розвиток України її було нагороджено Орденом св. Володимира, який вона отримала з рук Предстоятеля Української Православної Церкви Київського Патріархату Святійшого Патріарха Філарета. Пані Галина — постійний організатор мистецьких виставок у посольстві України і Вашингтоні, в Пенсильванському університеті та в Українському інституті в Нью-Йорку.
Посада голови Фундації виборна, тому у 1982-2000 роках її очолював Анатолій Лисий — лікар, журналіст, громадсько-політичний та церковний діяч, а потім з 2004 по 2008 рік він очолив Фундацію знову. Доктор Анатолій Лисий — голова Комітету допомоги Руху в Міннесоті, який організував допомогу жертвам Чорнобильської трагедії, надіславши понад дві тонни ліків та інших медичних матеріалів. Анатолій Лисий є також представником Координаційного комітету допомоги Україні (ККДУ), який було засновано у 1991 році. За сприяння Комітету було, наприклад, перевидано «Історію України» Д.Дорошенка для шкіл та вузів.
Анатолій Лисий приділяв увагу економічній та фінансовій допомозі Україні, багато разів бував в там з дружиною, виконуючи обов'язки голови Фундації. У 2004 році був спостерігачем у президентських перегонах.
У 2000-2003 р. головою фундації обирають Олександра Скопа. Серед активних членів Фундації: Віра Боднарук, Андрій Смик, брати Олексій та Василь Коновали, Микола Співак.

## Перші здобутки Фундації
Свою діяльність Фундація ім. І. Багряного розпочала із фінансування видавництва книг. Спільно із Канадським Союзом Українців Фундацією було видано книги жертв репресій — Василя Гришка «Український голокост 1933» українською та англійською мовами та «Замах на життя нації» (1983); розповідь в'язня ГУЛАГу Данила Шумка «Пережите й передумане» (1983); «Спогади» генерала, противника тоталітарного режиму Петра Григоренка (1984); збірник документів англ. «The Tragedy of Vinnytsia» («Вінницька трагедія», 1989) про масові розстріли, влаштовані органами НКВД у Вінниці; роман Івана Багряного «Тигролови» (Детройт, 1991); повість Бориса Антоненка-Давидовича «Смерть» (Австралія), яку було заборонено друкувати в СРСР та ін. Продовжила Фундація справу, започатковану Іваном Багряним: до 28 квітня 2000 року видавалася газета «Українські вісті» (Детройт) і яка друкувалась в еміграції 55 років. Приділялась увага і українській музичній культурі, так Фундацією ім. Багряного було видано платівку «Українські мелодії» з піснями співачки Ганни Шерей та «Збірник на пошану бандуриста й композитора Григорія Китастого» у 1980 році.

## Видавнича діяльність
Після того, як Україну було проголошено незалежною, Фундація видала та проспонсорувала друк сотні різних книг українських авторів, в яких розкривається хід більшовицької колективізації, розкуркулювання, здійснення безпричинних арештів, заслань, розстрілів, історія голодомору та злісної русифікації. У 2004-2007 роках Фундація стала спонсором видавництв «Смолоскип», «Києво-Могилянська академія», «Бористен», «Просвіта», «Юніверс» та ін.
В арсеналі Фундації — твори І. Багряного «Публіцистика», «Листування у двох томах», «Під знаком скорпіона», роман «Тигролови», збірка «Золотий бумеранг та інші поезії». У 2006 році ЮНЕСКО оголосило ювілярів 2006 року, в їх числі крім, І. Франка, був Іван Багряний. Особливий внесок Фундації заключався в тому, що вона вирішила продовжити традицію і видала двотомник вибраних, тематично об'єднаних творів ювіляра. До двотомника ввійшли романи «Маруся Богуславка», «Людина біжить над прірвою», повість «Огненне коло» та повість-вертеп «Розгром». Було також видано двотомник «Наша боротьба» та «Наші позиції», де вперше надруковали достовірні документи із історії діяльності Української революційно-демократичної партії. Двотомник Фундація розповсюдила в бібліотеках вищих навчальних закладів, громадсько-політичних об'єднаннях тощо.
Крім того, Фундація видала в Україні «Кобзар» і збірку «Три літа» Тараса Григоровича Шевченка, «Розстріляне відродження» Юрія Лавріненка (Дивнича), збірник пісень «Вставай, народе!», «Сталінізм в Україні» Григорія Костюка, «Другий зимовий похід» Юрія Тютюнника, «Велика Вітчизняна війна» Федора Пігідо, «Страта голодом» Семена Старіва, «Українське життя в Америці» Левка Хмельковського. Пісенна культура представлена збірником пісень для капел та ансамблів бандуристів України «Грай, бандуро» (упорядник Микола Гвоздь) Серед документальних творів — збірник «Вінниця: злочин без кари» тощо.
Не залишились поза увагою і книги сучасних українських авторів. Це збірка Івана Драча «Вогонь з попелу», Івана Дзюби — тритомник «З криниці літ», Сергія Білоконя — «Біла книга про злочини Москви» та «Масовий терор як засіб державного управління в СРСР», Михайла Слабошпицького — «Іван Мазепа і Москва», Юрія Мицика — «Український голокост 1933», Олега Чорногуза — «Так! Українці перемагають сміючись», Леоніда Бойка — «З когорти одержимих», Фіделя Сухоноса — «Помаранчеві оповідання», Луки Гусака — «Сповідь приреченого» та ін.
У 2008 році Національною спілкою письменників за участю колишніх репресованих було презентовано книгу Семена Підгайного «Українська інтелігенція на Соловках. Недостріляні», яка побачила світ коштом Фундації імені І. Багряного і була надрукувана у видавничому домі «Києво-Могилянська академія».
Фундація спрямовує свою діяльність і на збереження історичної спадщини українського народу та розбудову освіти. Нею було виділено кошти на ремонт резиденції гетьмана Богдана Хмельницького, Києво-Могилянської академії та побудову пам'ятника Тарасові Шевченку в Ялті. Виділяються кошти для підтримки шкіл, музеїв, бібліотек, дитячих будинків, студентів, родинам дисидентів та на різні премії і конкурси.
Коли у Миргороді на Полтавщині почав формуватися фонд Діаспорної бібліотеки імені Галини Король, то одними із перших надходжень були книги від Олексія Коновала з Фундації ім. Івана Багряного.

## Інші види діяльності
Підтримуються і періодичні друковані видання. Особлива увага приділяється східним і центральним областям України. Серед них — «Східний часопис», «Українська газета», «Сіверщина», «Наша віра», «Громада», «Дніпро», «Бористен», «Березіль», «Історичний календар», «Інститут досліджень діаспори», «Зоря», «Дзвін Севастополя», «Кримська світлиця», «Молода нація», видання УПЦ Київського патріархату та ін. Фундація ім. І. Багряного надає фінансову підтримку журналу політології, футурології, економіки, науки та культури «Універсум», дякуючи цьому журнал «Універсум» було направлено в сотні бібліотек в України.
Фонд підтримує і сучасні форми передачі інформації. Саме він є спонсором сайту Газети письменників України «Літературне слово».
Фундацією було засновано премію імені Івана Багряного, якою нагороджують за особливий внесок в побудову державної незалежності України та згрупування суспільства. Премія вручається в день народження письменника. Станом на 2008 рік для фінансової підтримки патріотичних газет, журналів, наукових установ, організацій, товариств витрачено понад 1 мільйон доларів.
В полі зору Фундації постійно Міжнародний конкурс знавців української мови імені Петра Яцика. Під час IV конкурсу у 2004 році Фундація ім. І.Багряного подарували переможцям сотні книг.. Фундація є постійним членом Ліги українських меценатів, вона пропагує свою діяльність в пресі, маючи власну
сторінку у часописі Українського Народного Союзу «Свобода», яку веде Олексій Коновал. Щоквартально Фундація ім. І. Багряного видає 12-сторінковий «Бюлетень»

## Ювілей Фундації
У 2010 році відбулись урочисті святкування 35-річчя з дня заснування Фундації ім. Івана Багряного. Фундацію привітали Михайло Слабошпицький, виконавчий директор Ліги українських меценатів, лауреат премії імені Івана Багряного, Олександр Шугай, представник Фундації імені Івана Багряного в Києві, лауреат премії імені Івана Багряного, Олег К. Романчук, шеф-редактор журналу «Універсум», представник Фундації імені Івана Багряного у Львові, лауреат премії імені Івана Багряного та Сергій Козак, виконувач обов'язків головного редактора «Літературної України».
Сергій Козак так оцінив діяльність Фундації:
|  | «35 років діяльності Фундації – це активна участь у творенні громадянського обличчя українського середовища в еміграції, залучення до нього широкого кола науковців, письменників, політичних мислителів, культурних і релігійних діячів. Це долі тих, чиї родини звідали на собі Голодомор 1932–1933 років, совєтські концтабори, хто пройшов важкими дорогами Другої світової війни, хто здолав труднощі життя на чужому ґрунті. Упродовж усієї своєї діяльності Фундація репрезентувала Україну в західному світі й жила долею України, тож 35 років діяльності Фундації – це зразок любові до України. Любові не лише «до глибини душі», а й «до глибини кишені»!» |

Урочисте засідання писвячене 35-річниці з дня заснування Фундації відбулось приміщенні Українського Національного Музею. Сергій Козак вручив почесні дипломи від Ліґи Українських Меценатів та Почесну грамоту Виконавчого Комітету Полтавської міської Ради для Олексія Коновала та Олексія Воскобійника, які народились на Полтавщині. Галині Воскобійник та Анатолієві Лисому було вручено Почесні Дипломи лауреатів премії ім. Івана Багряного.
Олексій Коновалов, скарбник, редактор Бюлетня, отримав Диплом лауреата премії ім. Івана Багряного та Дипломом від Фундації родини Воскобійників.